# アンダース・クリステンセン
アンダース・クリステンセン（Anders Christensen、1985年10月21日 - ）は、デンマークのハンドボール選手で、現在ハンドボルド・リーガエン (男子) のFCK Håndboldでプレーし、2008年のデンマークの大会で優勝した。
彼は、ハンドボールデンマーク代表として、2回出場した。